# Wolfgang Dorasil
Wolfgang Dorasil, född 7 mars 1903 i Opava, död 21 mars 1964 i Berlin, var en tjeckoslovakisk ishockeyspelare. Han var med i det tjeckoslovakiska ishockeylandslaget som kom på delad femte plats i  Olympiska vinterspelen 1928 i Sankt Moritz. Han tillkännagav sig som nazist och var medlem i det tjeckiska nazistpartiet. I slutet av andra världskriget satt han i ett allierat fångläger. Efter att ha släppts från fånglägret flyttade han till Berlin.